# Concerto per violino e orchestra (Britten)
Il Concerto per violino, Op. 15, è un concerto per violino e orchestra scritto dal compositore britannico Benjamin Britten dal 1938 al 1939.

## Storia
Britten dedicò il lavoro a Henry Boys, il suo ex insegnante al Royal College of Music. Fu eseguito in prima assoluta a New York il 29 marzo 1940 dal violinista spagnolo Antonio Brosa con la New York Philharmonic diretta da John Barbirolli. Una versione rivista del concerto apparve negli anni '50, comprese le alterazioni della parte di violino solista preparate con l'assistenza di Manoug Parikian.

## Strumentazione
Il concerto è scritto per:
- violino solista e un'orchestra di tre flauti (2° e 3° flauto anche ottavino), due oboi (2° anche corno inglese), due clarinetti, due fagotti
- quattro corni, tre trombe, tre tromboni, tuba
- timpani, percussioni (glockenspiel, cembali, triangolo, grancassa, rullante, tamburo tenore)
- arpa, strumenti ad arco.

## Struttura
Il concerto è in tre movimenti:
1. Moderato con moto – Agitato – Tempo primo –
2. Vivace – Animando – Largamente – Cadenza –
3. Passacaglia: Andante lento (Un poco meno mosso)

Questa forma, sebbene in tre movimenti, è molto diversa da quella dei concerti dell'epoca classica e romantica. Utilizzato per la prima volta nel Concerto per violino di Sergej Prokof'ev, questo progetto è evidente anche nei concerti di William Walton e successivamente nel concerto per violino n. 1 di Šostakovič, che ha una struttura che ricorda chiaramente il concerto di Britten.

## Analisi
L'opera si apre con una serie di colpi dei timpani, forse un richiamo al Concerto per violino di Beethoven. Il ritmo è ripreso dal fagotto e da altri strumenti, persistendo come un ostinato durante l'intera opera. Il violino entra con un lamento simile a una canzone, librandosi sopra l'orchestra. La musica viene presto interrotta da un tema secondario più militaristico e percussivo.
Il secondo movimento che segue, interpretato come uno scherzo di moto perpetuo selvaggio, ricorda inequivocabilmente Prokof'ev. Il movimento culmina in una cadenza impressionante che, pur richiamando il materiale musicale sia del primo che del secondo movimento, funge da collegamento organico direttamente nel finale.
Come finale Britten utilizza una passacaglia: un insieme di variazioni su un basso ostinato, nella tradizione della ciaccona barocca di Purcell e Bach. Il basso ostinato, tonalmente instabile, è inizialmente introdotto dal trombone, mentre il violino richiama il suo tema lirico dal primo movimento. Si dispiegano variazioni individuali che riprendono le caratteristiche del canto, della danza, del capriccio e della marcia. Alla fine, il basso ostinato è ridotto a reminiscenze simili a canti; l'orchestra lascia accenni di un inconfondibile accordo di re maggiore, mentre il solista rimane indeciso in un trillo tra le note di fa naturale e sol bemolle.

## Discografia
| Anno  | Solista                | Direttore Orchestra                                                              | Formato: Etichetta Numero di catalogo                                  |
| ----- | ---------------------- | -------------------------------------------------------------------------------- | ---------------------------------------------------------------------- |
| 1952  | Antonio Brosa          | Ian Whyte, BBC Scottish Orchestra (9 Apr.1952)                                   | Audio LP: Stereo Records & Tapes Cat: SRT/Custom 009 (private release) |
| 1964  | Nora Grumlíková        | Peter Maag, Prague Symphony Orchestra (1964)                                     | Audio CD: Supraphon Cat: 1106532 (1991)                                |
| 1970s | Ruggiero Ricci         | G.Brott, SWF Sinfonie Orchester (live - doubtful venue, conductor and orchestra) | Audio CD: One-Eleven Cat: EPR-96020 (1996)                             |
| 1970  | Mark Lubotsky          | Benjamin Britten, English Chamber Orchestra                                      | Audio CD: Decca Cat: 417 308-2                                         |
| 1974  | Rodney Friend          | John Pritchard, London Philharmonic Orchestra                                    | Audio LP: EMI Cat: CFP 40250                                           |
| 1977  | Ida Haendel            | Paavo Berglund, Bournemouth Symphony Orchestra                                   | Audio LP: EMI Cat: ASD 3483                                            |
| 1981  | Boris Gutnikov         | Alexander Dmitriev, Orchestra filarmonica di San Pietroburgo                     | Audio LP: Melodiya Cat: С10-16521-2                                    |
| 1996  | Serguei Azizian        | Osmo Vänskä, Orchestra Filarmonica di Copenaghen                                 | Audio CD: Alto Cat: BAX3661 (2013)                                     |
| 1997  | Rebecca Hirsch         | Takuo Yuasa, BBC Scottish Symphony Orchestra                                     | Audio CD: Naxos Cat: 8.553882                                          |
| 2001  | Lydia Mordkovitch      | Richard Hickox, BBC Symphony Orchestra                                           | Audio CD: Chandos Cat: CHAN 9910                                       |
| 2003  | Maxim Vengerov         | Mstislav Rostropovich, London Symphony Orchestra                                 | Audio CD: EMI Classics Cat: 0724355751027                              |
| 2004  | Frank Peter Zimmermann | Manfred Honeck, Orchestra Sinfonica della Radio Svedese                          | Audio CD: Sony Cat: S70316C 88697439992                                |
| 2005  | Daniel Hope            | Paul Watkins, BBC Symphony Orchestra                                             | Audio CD: Warner Classics Cat: 2564-60291-2                            |
| 2009  | Janine Jansen          | Paavo Järvi, London Symphony Orchestra                                           | Audio CD: Decca Cat: 000289 478 1530 3                                 |
| 2011  | Wanda Wiłkomirska      | Witold Rowicki, Warsaw Philharmonic Orchestra                                    | Audio CD: Orchestral Concert CDs Cat: CD12/2011                        |
| 2012  | Anthony Marwood        | Ilan Volkov, BBC Scottish Symphony Orchestra                                     | Audio CD: Hyperion Cat: CDA67801                                       |
| 2013  | James Ehnes            | Kirill Karabits, Bournemouth Symphony Orchestra                                  | Audio CD: Onyx Cat: BBX2835 (2012)                                     |
| 2014  | Gil Shaham             | Juanjo Mena, Boston Symphony Orchestra                                           | Audio CD: Canary Classics, Cat: CC12                                   |
| 2016  | Vilde Frang            | James Gaffigan, hr-Sinfonieorchester                                             | Audio CD: Warner Classics Cat: 0825646009213                           |
| 2017  | Arabella Steinbacher   | Vladimir Jurowski, Berlin Radio Symphony Orchestra                               | Audio CD/SACD: Pentatone Cat: PTC 5186625                              |